# Herb Nigru

Herb Nigru

Herb Nigru – zielona (zgodnie z konstytucją z 1999 roku; w praktyce najczęściej srebrna) tarcza z czterema złotymi symbolami - słońcem, włócznią i dwoma skrzyżowanymi tureckimi mieczami, trzema kłosami prosa i głową zebu. Za tarczą cztery flagi w narodowych nigerskich barwach. Pod tarczą znajduje się wstęga z nazwą kraju w języku francuskim: Republique du Niger.
Znaczenie kolorów
- Pomarańczowy symbolizuje pustynię Sahara
- Zielony oznacza trawiaste równiny, przez które płynie rzeka Niger
- Biały symbolizuje nadzieję, a jednocześnie nigerskie sawanny

Herb przyjęty został w 1962 roku.